# Stahnsdorf

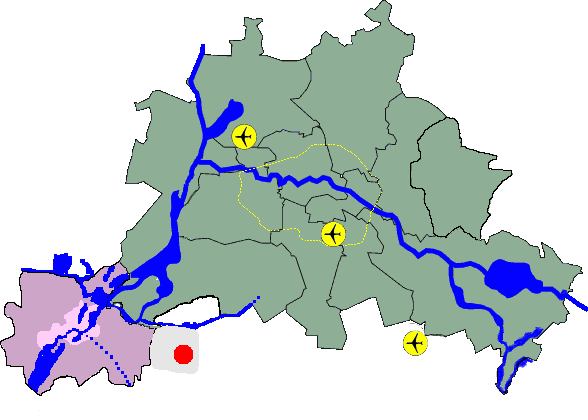
Lage an der Stadtgrenze Berlins

Stahnsdorf ist eine amtsfreie Gemeinde im Landkreis Potsdam-Mittelmark (Brandenburg). Die heutige Großgemeinde Stahnsdorf entstand 2001 durch die Eingliederung von vier vorher selbständigen Gemeinden, deren Gebiet sich mit dem des Amtsgebietes von 1992 bis 2001 deckt.

## Geografie
Stahnsdorf liegt westlich von Teltow, südlich von Kleinmachnow und östlich von Potsdam. Der Ort wird im Norden vom Teltowkanal begrenzt. Das Gemeindegebiet grenzt im Norden an die Gemeinde Kleinmachnow, im Osten an die Stadt Teltow und die Gemeinde Großbeeren, im Südosten und Süden an die Stadt Ludwigsfelde, im Südwesten an die Gemeinde Nuthetal und im Westen und Nordwesten an die Landeshauptstadt Potsdam und auf sehr kleiner Strecke auch an Berlin-Wannsee. Der Ort befindet sich auf dem Teltow, einer vor rund 20.000 Jahren entstandenen eiszeitlichen Hochfläche.
Im Süden der Gemeinde liegt der Güterfelder Haussee und der Hirtengraben, welcher über die Nuthe in die Havel und über die Elbe in die Nordsee entwässert.

## Gemeindegliederung
Die Gemeinde gliedert sich nach ihrer Hauptsatzung in folgende Ortsteile:
- Güterfelde
- Schenkenhorst (bis 1937 Schenkendorf[3])
- Sputendorf
- Stahnsdorf Ort

Hinzu kommen die Wohnplätze Ausbau, Kienwerder, Marggraffshof und Neubauernsiedlung.

## Geschichte

### 13. bis 15. Jahrhundert
Die Dorfkirche von Stahnsdorf wurde im ersten Drittel des 13. Jahrhunderts errichtet. Das Sackgassendorf wurde indes erstmals im Jahr 1264 urkundlich erwähnt, als ein Magister Petrus de Stanesdorp von Markgraf Otto III. bei der Beurkundung eines Kaufes des Domkapitels zu Brandenburg als Zeuge benannt wurde. 1299 erschien Stanstorp als Dorf im Territorium Teltow. In diesem Jahr übergab Markgraf Otto IV. unter anderem Germanicum und Slavicum Stanesdorp dem Bischof Volrad zu Brandenburg. Der Ort bestand damals also aus zwei Teilen, einem slawischen (niedersorbischen) und einem deutschen Teil. Stahnsdorf gehörte bis zu dieser Zeit dem Markgrafen, um 1308 dem Bischof von Brandenburg als Zubehör des „Tafelgutes Teltow“. Er verlieh zu Stanstorfe im Jahr 1349 an die Familie von Torgow, danach gelangte Stanstorff wieder um 1375 an den Bischof. Es war zu dieser Zeit 36 Hufen groß, davon standen dem Pfarrer zwei abgabenfreie Pfarrhufen zu. Der Lehnschulze bewirtschaftete vier Hufen, es gab zehn Kossäten sowie einen Krug. Er malzte, dörrte und braute „seit alters her in Stahnsdorf ohne Hindernis und Widerspruch“. Vor 1435 (nach einer anderen Quelle: am 17. Februar 1435) übernahm das Geschlecht der Hakes zu Machnow die Grundherrschaft über „Deutsch- und Wendisch-Stahnsdorf“ als Lehensträger des Bischofs.
Der Ort bestand ursprünglich nur aus dem alten Dorfkern an einer damals wichtigen Verbindungsstraße, die von Sachsen über Güterfelde und Stahnsdorf zum Bäkeübergang bei Kleinmachnow und weiter nach Spandau führte. 1450 war der Ort nur noch 34 Hufen groß, davon zwei für den Pfarrer. Zwei Hufen waren unbesetzt und lagen wüst. Es gab nach wie vor die Kossätenhöfe, den Krug und 1541 erstmals einen Schäfer. Bis 1480 verschlechterte sich die wirtschaftliche Lage weiter. Nun waren bereits sieben Hufen wüst; für die übrigen leisteten die Bewohner Zinsen. Da im Jahre 1480 kein wendischer Ortsteil mehr erwähnt wurde, ist die (nieder)sorbische Sprache in Stahnsdorf vermutlich im Laufe des 15. Jahrhunderts erloschen.

### 16. und 17. Jahrhundert
Bis 1555 hatte sich Stahnsdorf erholt. Es gab das Lehnschulzengut mit vier Hufen sowie einen Krüger mit sechs Hufen. Daneben gab es einen Vierhufner, einen Dreihufner, einen Zweihufner, die Kossäten sowie einen Küster.
Vor dem Dreißigjährigen Krieg gab es im Dorf zwölf Hufner, sieben Kossäten, einen Hirten sowie ein Paar Hausleute. Bei Bedarf kam ein Laufschmied in den Ort. Die Gemarkung war auf 46 Hufen angewachsen. Stahnsdorf wurde im Krieg wie viele andere Dörfer schwer verwüstet. 1652 lebten noch fünf Kossäten mit einem Sohn sowie zwei Knechten im Ort.

### 18. Jahrhundert
Im Jahr 1711 waren die zwölf Bauernhöfe wiederbesetzt, ebenso die sieben Kossätenhöfe; es gab einen Hirten und einen Knecht. Sie leisteten für jede Hufe acht Groschen an Abgaben. Aus dem Jahr 1745 sind weiterhin zwölf Bauern, sieben Kossäten und ein Krug überliefert. 1771 standen im Ort 19 Wohnhäuser (Giebel); es gab einen Hirten und einen Schäferjungen. Die Abgaben lagen bei acht Groschen für jeden der 46 Hufen.

### 19. Jahrhundert
Im Jahr 1801 lebten im Ort zwölf Ganzbauern und sieben Ganzkossäten auf insgesamt 50 Hufen. Es gab 22 Feuerstellen (=Haushalte). Aus dem Jahr 1840 wurde lediglich von 21 Wohnhäusern berichtet. Im Jahr 1858 gab es 16 Hofeigentümer sowie einen Pächter, die 60 Knechte und Mägde sowie 18 Tagelöhner beschäftigten. Hinzu kamen fünf nebengewerbliche Landwirte mit zwei Mägden und 17 Arbeitern sowie zwei Bedienten. Im Ort gab es 28 Besitzungen: Zwei waren zwischen 300 und 600 Morgen groß (zusammen 760 Morgen). 16 weitere waren zwischen 30 und 300 Morgen groß (zusammen 3000 Morgen), zwei weitere zwischen 5 und 30 Morgen (zusammen 16 Morgen). Acht weitere waren kleiner als 5 Morgen (zusammen 26 Morgen). Im Dorf hatten sich zwischenzeitlich zahlreiche Gewerke niedergelassen. Es gab einen Schuhmachermeister, einen Schneidermeister, einen Zimmerergesellen, einen Tischlermeister, einen Stellmachermeister, drei Maurergesellen, einen Töpfermeister mit einem Gesellen sowie einem Lehrling; zwei Personen wurden als „Arme“ bezeichnet. Im Jahr 1860 gab es zwei öffentliche, 38 Wohn- und 75 Wirtschaftsgebäude; im Gut gab es kein Gehöft. Die Gemarkung war 3832 Morgen groß: Dabei entfielen 978 Morgen auf Wald, 2663 Morgen auf Ackerflächen, 133 Morgen Wiese und 30 Morgen auf Gehöfte.

### 20. und 21. Jahrhundert
Um die Jahrhundertwende standen im Ort 93 Häuser. Der Bestand wuchs auf 179 Häuser im Jahr 1931 an. Mit dem Bau des Teltowkanals Anfang des 20. Jahrhunderts, der Eröffnung des Südwestkirchhofs im April 1909, des Wilmersdorfer Waldfriedhofs und des Friedenauer Waldfriedhofs 1913 und der Eröffnung der S-Bahnstrecke von Berlin-Wannsee im Juni 1913 begann die Erschließung als Berliner Vorort. In den folgenden Jahrzehnten entstand der heutige Ort durch die Entwicklung von Eigenheimsiedlungen, die Anbindung an Berlin-Lichterfelde durch eine Straßenbahnverbindung und den Bau einer Siedlung für Arbeiter der Boschwerke in Kleinmachnow. 1931 wurde das Klärwerk Stahnsdorf in Betrieb genommen, wo Abwässer aus dem Süden Berlins geklärt wurden und eine der ersten Anlagen zur Biogaserzeugung entstand. 1932 bestand die Gemeinde mit den Wohnplätzen Südwestfriedhof, Kolonie Eigene Kraft, Kolonie Markhof und Kolonie Stahnsdorf West; 1941 mit dem Wohnplatz Großklärwerk. Seit 1935 war Stahnsdorf Standort der Wehrmacht, nach dem Zweiten Weltkrieg bis 1992 der sowjetischen/russischen Armee. Im Jahr 1939 gab es im Dorf 13 land- und forstwirtschaftliche Betriebe, die zwischen 20 und 100 Hektar groß waren, sieben Betriebe zwischen 10 und 20 Hektar, sechs Betriebe zwischen 5 und 10 Hektar sowie 33 Betriebe zwischen 0,5 und 5 Hektar.

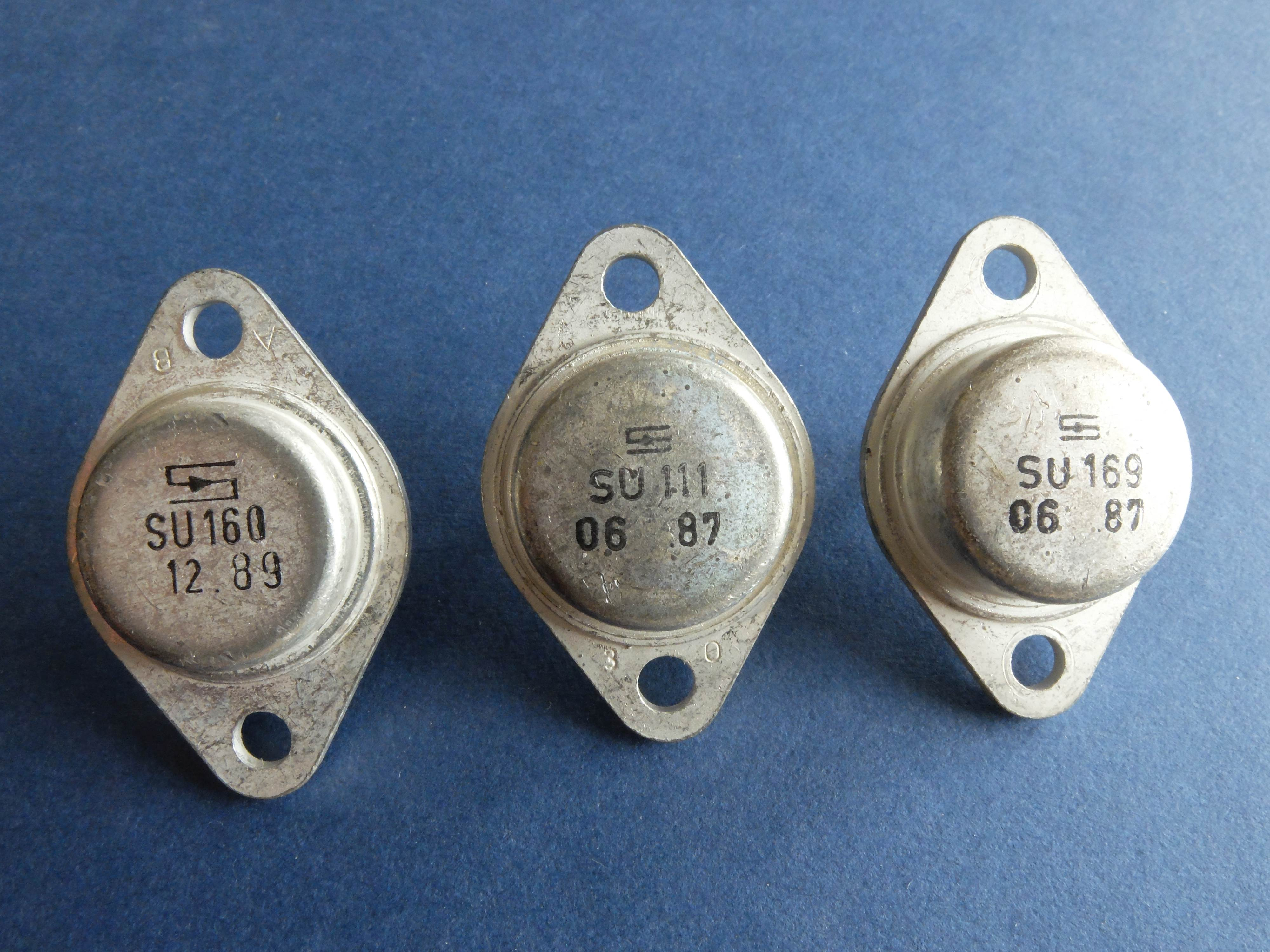
Leistungstransistoren aus dem Gleichrichterwerk Stahnsdorf

Nach dem Zweiten Weltkrieg wurden 230 Hektar enteignet und davon 221 Hektar aufgeteilt. Drei Bauern erhielten bis zu einem Hektar (zusammen ein Hektar), sechs Bauern zwischen einem und fünf Hektar (zusammen 15 Hektar) sowie 26 Bauern zwischen fünf und zehn Hektar (zusammen 179 Hektar). Weitere 26 Hektar wurden auf zwei Altbauern verteilt. Im Jahr 1955
gründete sich eine LPG vom Typ III, die 1960 mit der LPG Teltow zusammengeschlossen wurde. 1960 gab es die LPG Typ III Stahnsdorf-Teltow mit 90 Mitgliedern und 689 Hektar landwirtschaftlicher Nutzfläche. Durch den Bau der Berliner Mauer am 13. August 1961 wurden die Verbindungen zum angrenzenden Berlin durchtrennt. Zu Zeiten der DDR war Stahnsdorf wirtschaftlich vor allem durch das Halbleiterwerk als Großbetrieb und durch landwirtschaftliche Betriebe geprägt. Es gab den VEB Gleichrichterwerk (später VEB Mikroelektronik „Karl Liebknecht“ und nach der Wende Leistungselektronik Stahnsdorf AG), das Kombinat Kraftwerksanlagenbau Berlin mit der Betriebsgruppe Stahnsdorf, den VEB Lufttechnische Anlagen, den VEB Schutzanlagen, den VEB Bau Potsdam-Land sowie die PGH Holzbearbeitung, die PGH Stahlbau, eine GPG sowie die LPG.
Nach dem Fall der Mauer setzte eine erneute Entwicklung durch Zuzüge, Erschließung neuer Eigenheimsiedlungen und in den letzten Jahren durch Gewerbeansiedlungen, insbesondere im Bereich Green-Park, ein. Zum 31. Dezember 2001 entstand durch die Eingemeindung der Gemeinden Güterfelde, Schenkenhorst und Sputendorf die heutige Großgemeinde Stahnsdorf.
Zwischen etwa 2022 und 2024 plante die Deutsche Bahn ein Instandhaltungswerk für ICE-Züge in Stahnsdorf zu errichten.
Amt Stahnsdorf
Im Zuge der Ämterbildung in Brandenburg erteilte der Minister des Innern des Landes Brandenburg am 22. Oktober 1992 seine Zustimmung zur Bildung des Amtes Stahnsdorf. Als Zeitpunkt für das Zustandekommen des Amtes wurde der 16. Oktober 1992 bestimmt. Sitz des Amtes war die Gemeinde Stahnsdorf. Folgende Gemeinden im damaligen Kreis Potsdam-Land wurden dem Amt Stahnsdorf zugeordnet: Schenkenhorst, Sputendorf, Güterfelde und Stahnsdorf. Mit der Eingliederung der Gemeinden Güterfelde, Schenkenhorst und Sputendorf in die Gemeinde Stahnsdorf zum 31. Dezember 2001 wurde das Amt Stahnsdorf aufgelöst, die Großgemeinde Stahnsdorf wurde amtsfrei.

## Bevölkerungsentwicklung
| Jahr | Einwohner |
| ---- | --------- |
| 1875 | 0 571     |
| 1890 | 0 613     |
| 1910 | 1 246     |
| 1925 | 1 462     |
| 1933 | 3 071     |
| 1939 | 5 408     |

| Jahr | Einwohner |
| ---- | --------- |
| 1946 | 6 375     |
| 1950 | 6 467     |
| 1964 | 6 408     |
| 1971 | 6 478     |
| 1981 | 6 079     |
| 1985 | 5 934     |

| Jahr | Einwohner |
| ---- | --------- |
| 1990 | 0 5 811   |
| 1995 | 0 7 144   |
| 2000 | 0 8 885   |
| 2005 | 13 235    |
| 2010 | 14 210    |
| 2015 | 15 127    |

| Jahr | Einwohner |
| ---- | --------- |
| 2020 | 15 756    |
| 2021 | 15 983    |
| 2022 | 15 934    |
| 2023 | 15 997    |
| 2024 | 16 087    |

Gebietsstand des jeweiligen Jahres; Bevölkerungsstand: jeweils 1. Dezember (bis 1910), jeweils 16. Juni 1925 und 1933, jeweils 31. Dezember (1964 und seit 1981) sowie 17. Mai 1939, 29. Oktober 1946, 31. August 1950 und 1. Januar 1971, ab 2011 auf Basis des Zensus 2011, ab 2022 auf Basis des Zensus 2022
Die Zunahme der Bevölkerungszahl 2005 ist im Wesentlichen auf die Eingemeindungen zum 31. Dezember 2001 sowie auf Wanderungsgewinne zurückzuführen.

## Politik

### Gemeindevertretung
Die Gemeindevertretung von Stahnsdorf besteht entsprechend der Einwohnerzahl der Gemeinde aus 28 Gemeindevertretern und dem hauptamtlichen Bürgermeister. Die Kommunalwahl am 9. Juni 2024 führte zu folgendem Ergebnis:
| Partei/Wählergruppe                  | Stimmenanteil 2014 | Sitze 2014 |  | Stimmenanteil 2019 | Sitze 2019 |  | Stimmenanteil 2024 | Sitze 2024 |
| ------------------------------------ | ------------------ | ---------- |  | ------------------ | ---------- |  | ------------------ | ---------- |
| Bürger für Bürger – die Stahnsdorfer | 29,7 %             | 7          |  | 28,5 %             | 8          |  | 26,4 %             | 7          |
| CDU                                  | 24,6 %             | 5          |  | 16,9 %             | 5          |  | 24,6 %             | 7          |
| AfD                                  | 04,4 %             | 1          |  | 08,6 %             | 2          |  | 13,2 %             | 4          |
| SPD                                  | 15,0 %             | 3          |  | 10,3 %             | 3          |  | 10,9 %             | 3          |
| Bündnis 90/Die Grünen                | 08,0 %             | 2          |  | 15,7 %             | 4          |  | 10,0 %             | 3          |
| Die Linke                            | 07,4 %             | 2          |  | 07,0 %             | 2          |  | 05,4 %             | 2          |
| FDP                                  | 02,1 %             | –          |  | 05,4 %             | 2          |  | 05,1 %             | 1          |
| Wir Vier                             | 08,2 %             | 2          |  | 07,5 %             | 2          |  | 04,4 %             | 1          |
| Insgesamt                            | 100 %              | 22         |  | 100 %              | 28         |  | 100 %              | 28         |

### Bürgermeister
- 1888–1892: Friedrich Busse
- 1892–1914: Albert Liefeldt
- 1914–1919: Gustav Pardemann
- 1919: Otto Kehle
- 1924–1929: Franz Lucas
- 1930–1933: Otto Schulze
- 1933–1945: Wilhelm Reinert
- 1945: Otto Schulze
- 1945–1946: Erich Behling
- 1947–1950: Friedrich Bender
- 1950–1951: Waldemar Warsinsky
- 1951: Walter Arend
- 1954–1957: Bruno Siebert
- 1957–1959: Heinz Naujoks
- 1959–1988: Artur Breitkreutz
- 1988–1990: Karola Pardemann
- 1990–1994: Gert Hoffmann

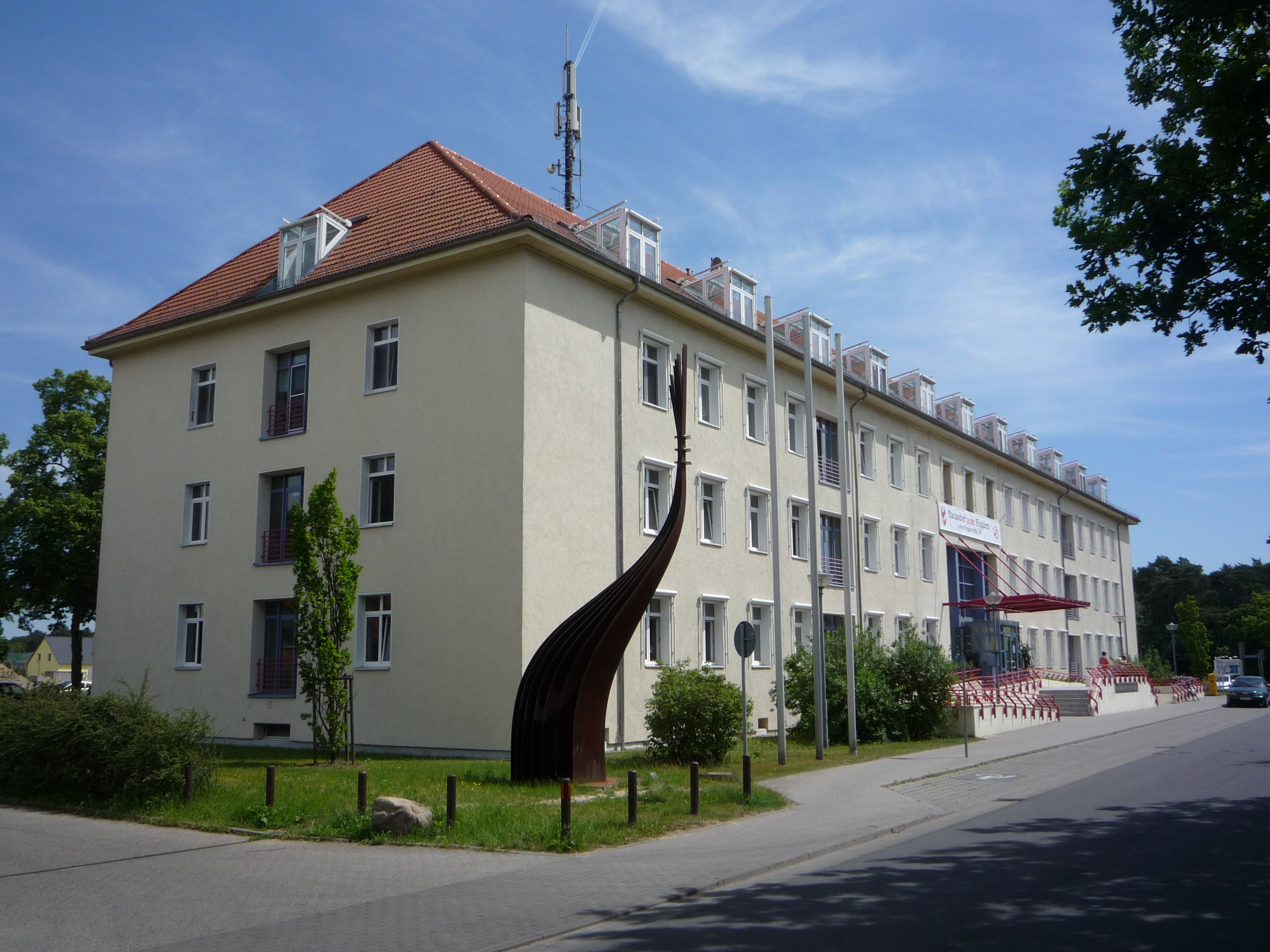
Rathaus Stahnsdorf

- 1994–2000: Horst Muhsold (parteilos)
- 2000–2008: Gerhard Enser (CDU)
- seit 2008: Bernd Albers (Bürger für Bürger)[18]

Quelle für 1888–2000: Geschichte(n) aus 750 Jahren Stahnsdorf
Albers wurde in der Bürgermeisterstichwahl am 1. Mai 2016 mit 58,5 % der gültigen Stimmen wiedergewählt. In der Bürgermeisterstichwahl am 17. März 2024 wurde er mit 52,2 % der gültigen Stimmen in seinem Amt bestätigt. Seine Amtszeit beträgt acht Jahre.

### Wappen
| Wappen von Stahnsdorf | Blasonierung: „Gespalten in Silber, vorn am Spalt ein halber goldbewehrter mit einem goldenen Kleestengel belegter roter Adler; hinten zwei voneinander getrennte rote Schräglinksbalken.“ |
| Wappen von Stahnsdorf | Das Wappen wurde am 3. Juni 2002 durch das Ministerium des Innern genehmigt. |

### Flagge
Die Flagge ist Rot - Weiß (1:1) gestreift und mittig mit dem Gemeindewappen belegt.

### Dienstsiegel
Das Dienstsiegel zeigt das Wappen der Gemeinde mit der Umschrift: „GEMEINDE STAHNSDORF • LANDKREIS POTSDAM-MITTELMARK“.

## Sehenswürdigkeiten und Kultur
In der Liste der Baudenkmale in Stahnsdorf und in der Liste der Bodendenkmale in Stahnsdorf sind die in der Denkmalliste des Landes Brandenburg eingetragenen Kulturdenkmale aufgeführt.

### Bauwerke
- Die Stahnsdorfer Dorfkirche wurde als Feldsteinbau mit eingezogenem Chor und Apsis Anfang des 13. Jahrhunderts errichtet (Fertigstellung wohl vor 1230) und 1696 wiederhergestellt (Inschrift auf Sandsteinplatte an der Wand), der verbretterte Dachturm entstand 1779. Sie ist eine der ältesten Dorfkirchen der Mark Brandenburg. An Kunstwerken enthält sie eine Anna selbdritt, einen spätgotischen Schnitzaltar (Ende 15. Jahrhundert), eine mit Wappen bemalte Chorbank (Ende 17. Jahrhundert), eine geschnitzte Kanzel (18. Jahrhundert) und ein Epitaph für ein Mitglied des in Kleinmachnow ansässigen Geschlechts derer von Hake (18. Jahrhundert), die bis zur Errichtung der Kleinmachnower Dorfkirche 1597/98 generell in der Stahnsdorfer Dorfkirche beigesetzt worden waren.
- Das im Kern um 1805 nach Entwurf von David Gilly errichtete und 1868 im Stil der Neurenaissance entscheidend veränderte zweigeschossige Schloss im Ortsteil Güterfelde wird nach jahrzehntelanger Nutzung als Altenheim seit seiner Sanierung 2014 für Wohnzwecke verwendet und ist von einem Park umgeben.
- Die Dorfkirche im Ortsteil Güterfelde wurde als rechteckiger Feldsteinbau mit Apsis und westlichem Breitturm in der ersten Hälfte des 13. Jahrhunderts errichtet und in der zweiten Hälfte des 19. Jahrhunderts verändert.
- Die Kapelle auf dem Wilmersdorfer Waldfriedhof Güterfelde wurde 1913 von dem Friedenauer Gemeindebaurat Hans Altmann errichtet.
- Die hölzerne Friedhofskapelle nach dem Vorbild norwegischer Stabkirchen auf dem Südwestfriedhof wurde von 1908 bis 1911 nach Plänen des Kirchenarchitekten Gustav Werner errichtet. Die hölzerne Inneneinrichtung, die sparsame Bemalung, die farbigen Jugendstil-Glasfenster und die wertvolle Orgel von Wilhelm Sauer sind im Originalzustand erhalten. Der 1859 geborene Gustav Werner wurde 1917 gegenüber seinem Bauwerk am Kapellenvorplatz bestattet. In der Kapelle finden nicht nur Trauerfeiern und Gottesdienste, sondern gelegentlich auch musikalische Veranstaltungen statt.
- Die Dorfkirche in Schenkenhorst ist eine Feldsteinkirche aus dem Ende des 13. Jahrhunderts. Sie wurde vermutlich im 16. Jahrhundert nach Osten hin verlängert. Vor der südlichen Wand des Kirchenschiffs ist eine Urnengrabstätte der Familie von Treplin. Der Innenraum ist von einer Renovierung in den Jahren 1911 und 1912 geprägt.
- Die Dorfkirche Sputendorf ist ein Feldsteinbau aus dem 13. Jahrhundert. Im Innern befinden sich unter anderem ein Kanzelaltar aus der Zeit um 1700 sowie eine Orgel aus der ersten Hälfte des 19. Jahrhunderts.

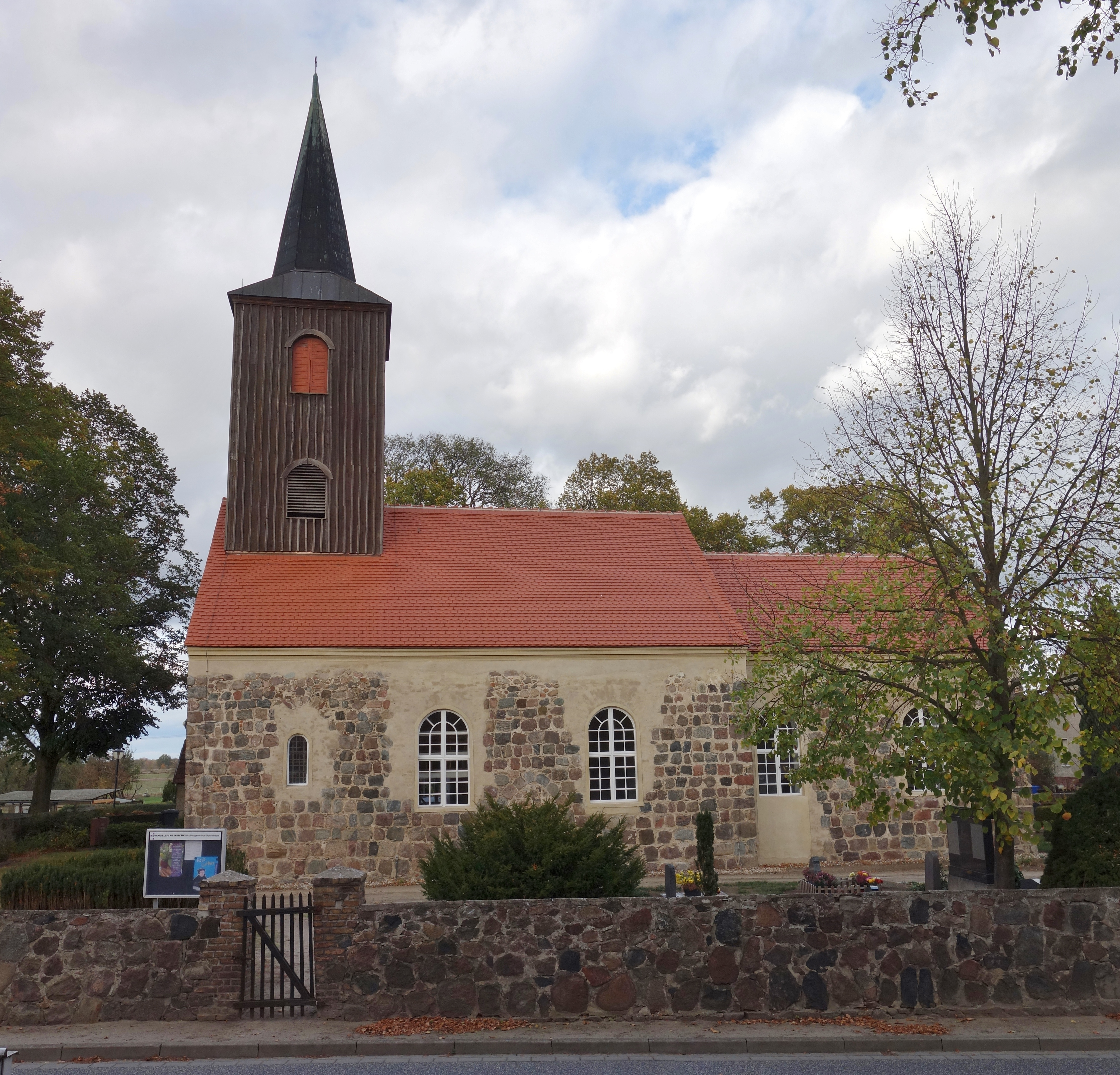
Dorfkirche Stahnsdorf
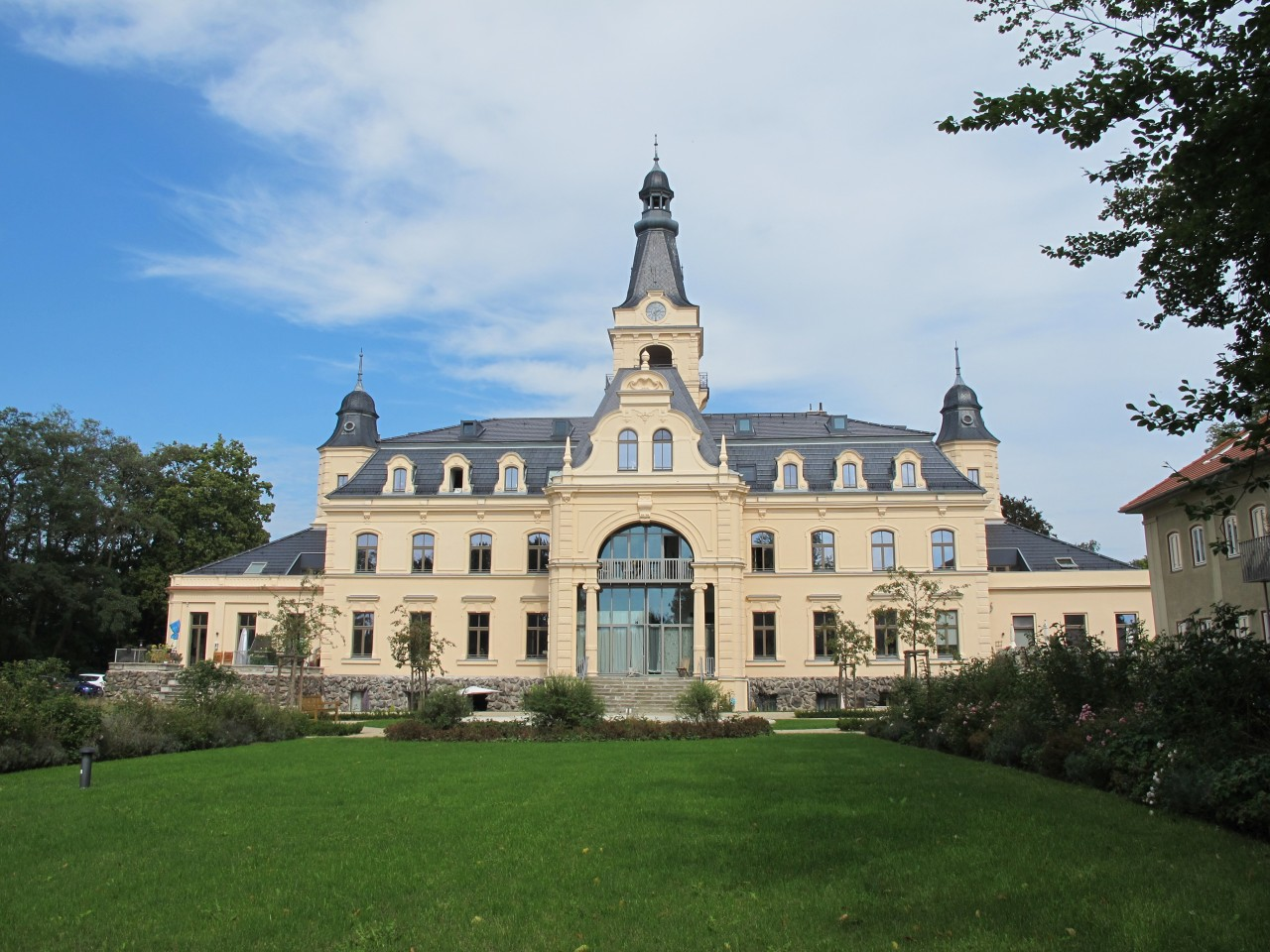
Schloss in Güterfelde
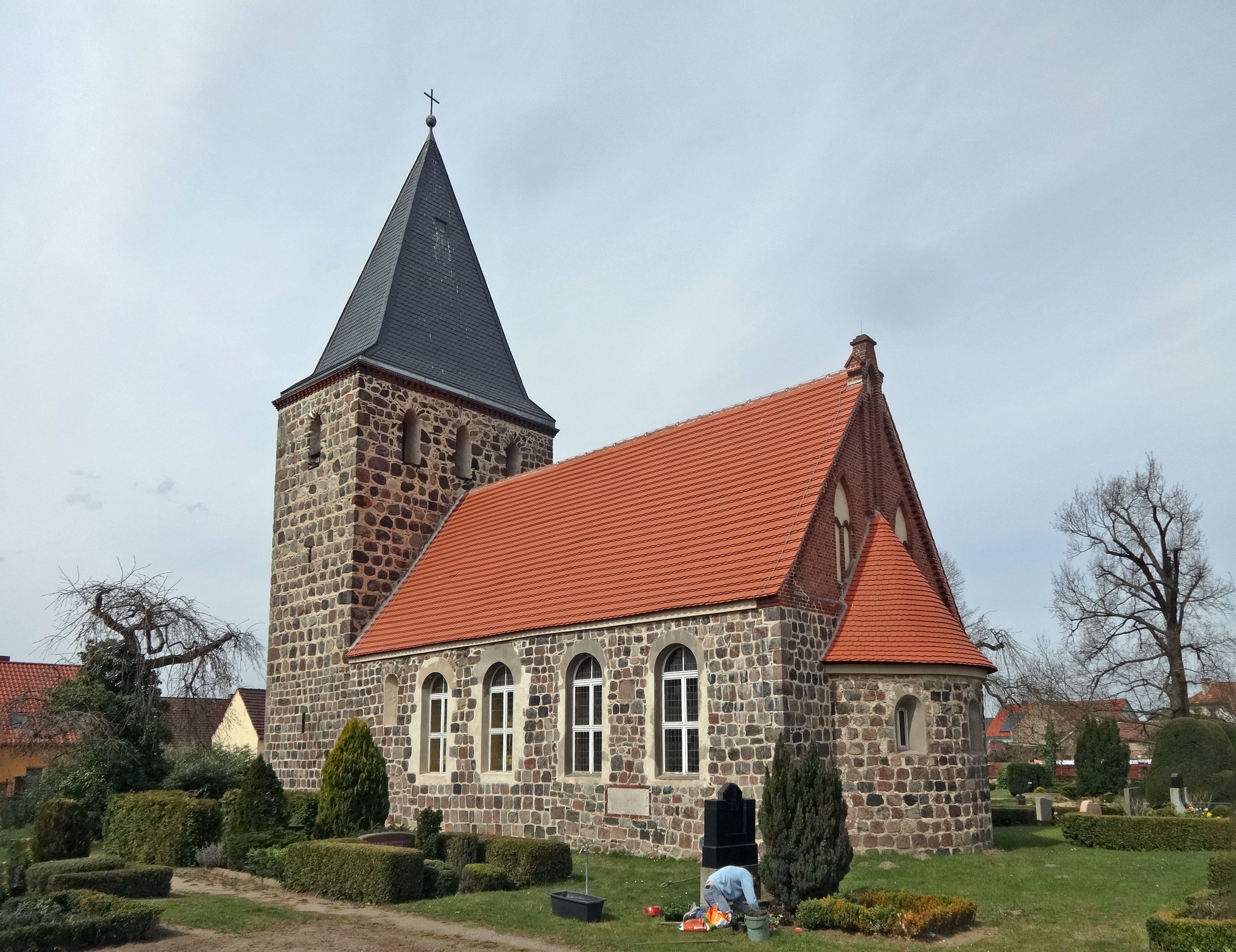
Dorfkirche Güterfelde
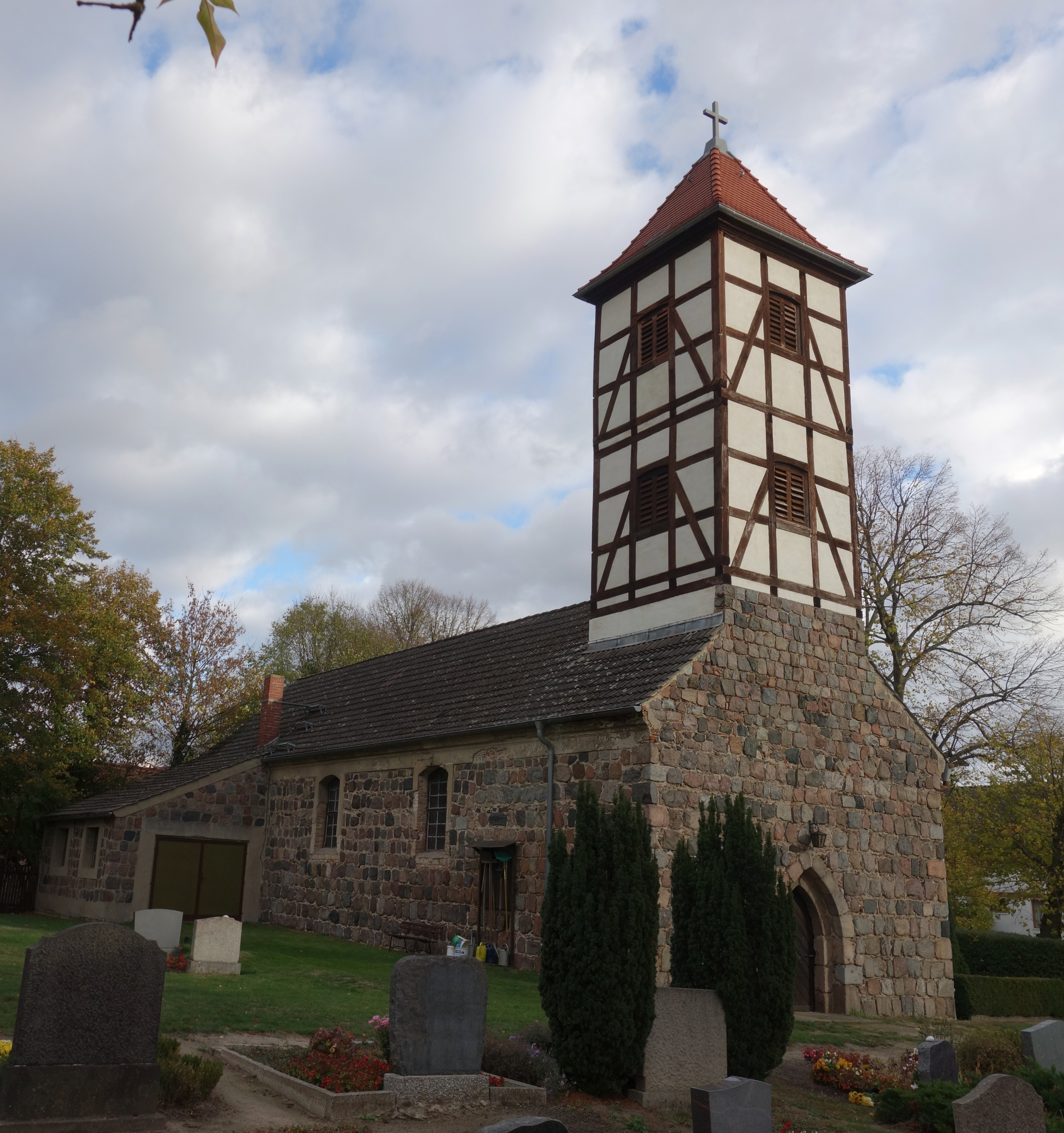
Dorfkirche Schenkenhorst
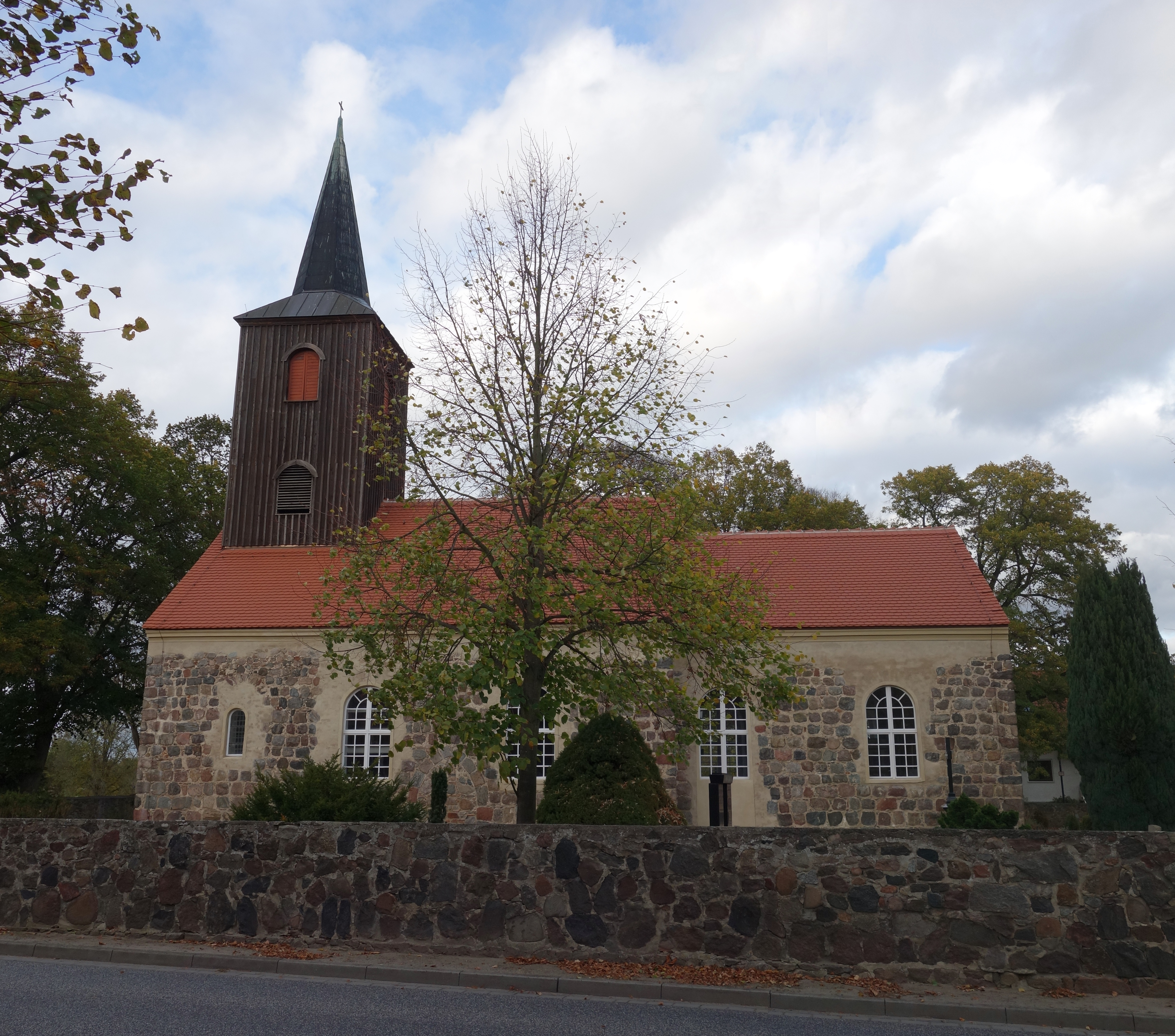
Dorfkirche Sputendorf
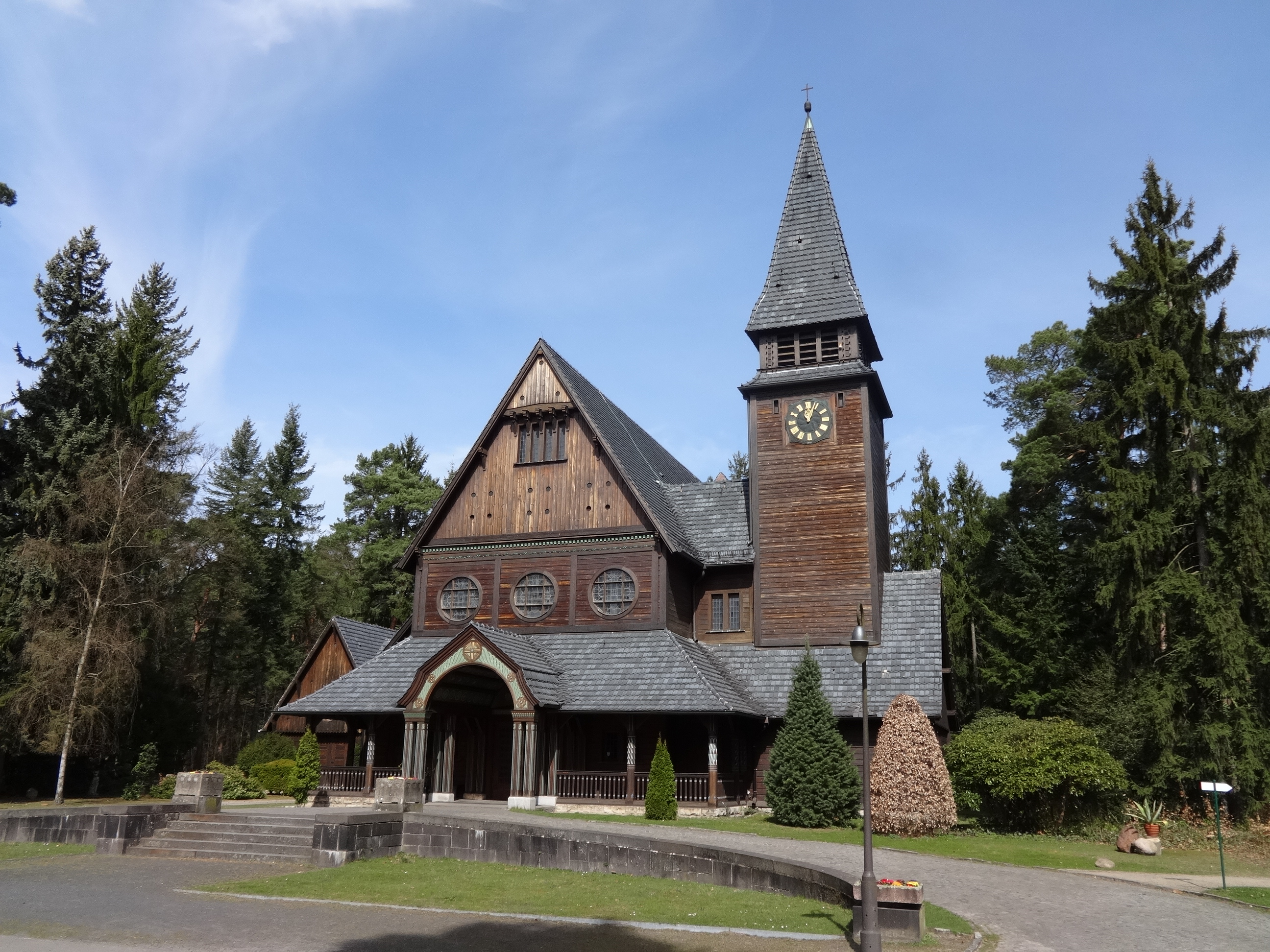
Holzkapelle auf dem Südwestkirchhof
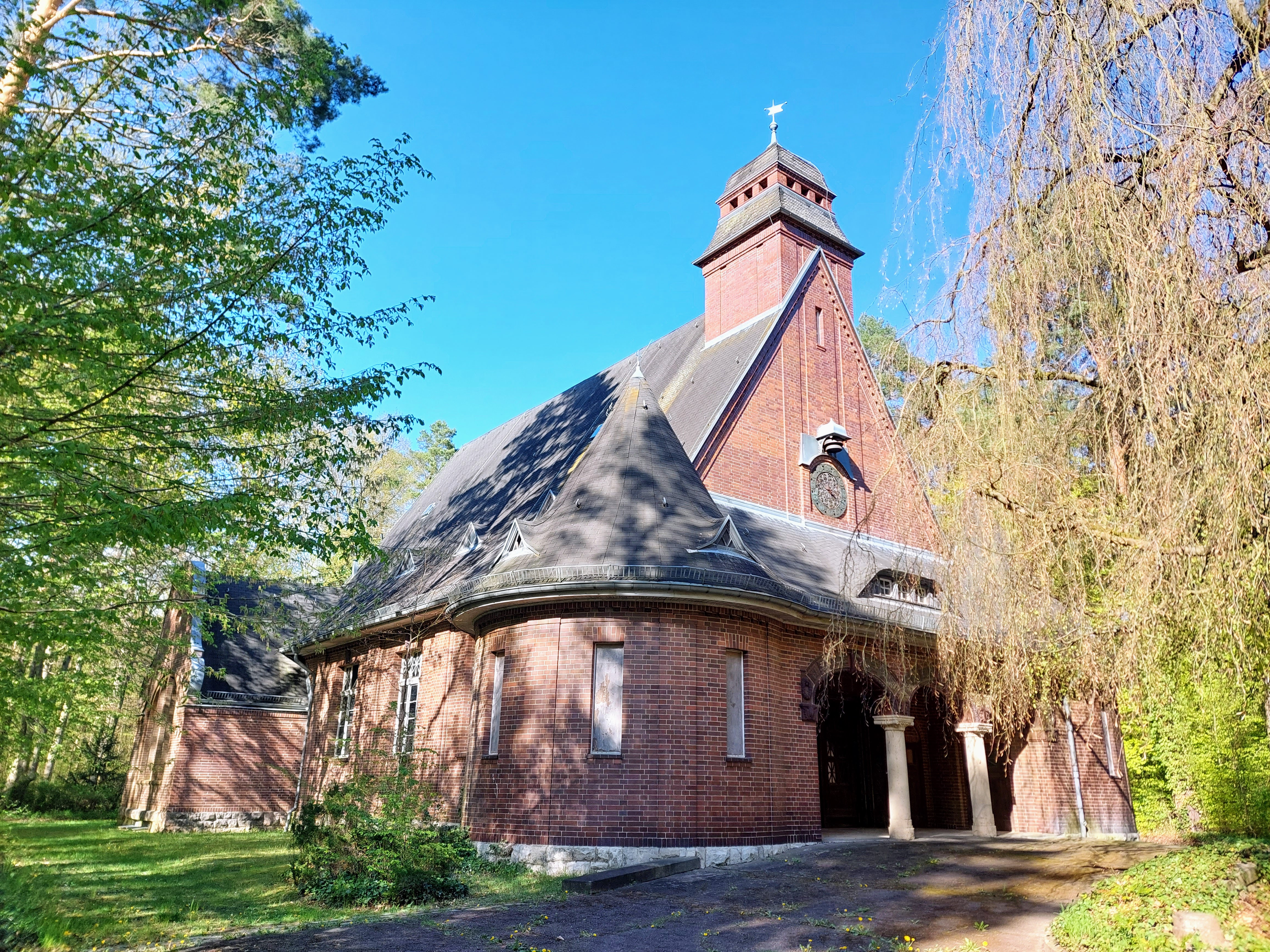
Kapelle auf dem Wilmersdorfer Waldfriedhof Güterfelde

### Parks
- Südwestkirchhof, Friedhof der (evangelischen) Berliner Stadtsynode, größter Waldfriedhof Europas, kunst- und kulturhistorisch von großer Bedeutung. Hier befinden sich unter anderem die Grabstätten von Graf Georg von Arco, Rudolf Breitscheid, Lovis Corinth, Engelbert Humperdinck, Siegfried Jacobsohn, Otto Graf Lambsdorff, Gustav Langenscheidt, Friedrich Wilhelm Murnau, Edmund Rumpler, derer von Siemens und Heinrich Zille.
- Wilmersdorfer Waldfriedhof Stahnsdorf
- Wilmersdorfer Waldfriedhof Güterfelde
- Parforceheide, das letzte große zusammenhängende Waldgebiet im Süden Berlins

### Geschichtsdenkmale
- Gedenkstein für die Opfer der Weltkriege auf dem Dorfplatz
- Gedenkstein von 1951 für die Opfer des Faschismus auf dem Friedrich-Weißler-Platz
- Gedenkstein für Annie Krauß und John Graudenz in der Anni-Krauss-Straße, die als Angehörige der antifaschistischen Widerstandsgruppe Rote Kapelle 1943 in Berlin-Plötzensee ermordet wurden
- Gedenktafel und Bronzeskulptur für Heinrich Zille auf dem Dorfplatz[24]

## Wirtschaft und Infrastruktur

### Ansässige Unternehmen

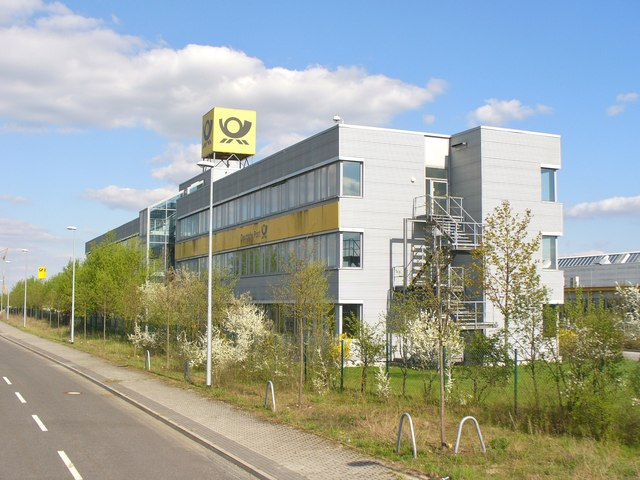
Briefzentrum 14

- Endress+Hauser SE & Co. KG; Kompetenzzentrum für Silizium-Drucksensoren (hervorgegangen aus einer Abteilung des Gleichrichterwerkes Stahnsdorf)[25][26]
- GP Vermögensberatung GmbH
- Briefzentrum 14 der Deutschen Post AG (für Berlin)
- Selgros
- Vodafone; Niederlassung Callcenter
- Comde-Derenda GmbH[27]

### Verkehr
Zwischen 1913 und 1961 war die Gemeinde mit dem Bahnhof Stahnsdorf über die Friedhofsbahn von Berlin-Wannsee an das Berliner S-Bahn-Netz angeschlossen. Seit Eröffnung dieser Strecke war eine Weiterführung nach Lichterfelde-Süd im Gespräch, wozu die dafür vorgesehene Trasse seitdem freigehalten wurde. 2005 wurde auf dem östlichen Abschnitt dieser Trasse die Bahnstrecke Berlin-Lichterfelde Süd–Teltow Stadt gebaut. Es gibt Bestrebungen des Kreistages Potsdam-Mittelmark, die Friedhofsbahn zu reaktivieren sowie die verbliebene Lücke zwischen Stahnsdorf und Teltow Stadt zu schließen. Zunächst werde jedoch nur eine Verlängerung der Strecke von Teltow Stadt in den östlichen Teil von Stahnsdorf angestrebt. Im Januar 2022 gab der Verkehrsverbund Berlin-Brandenburg bekannt, dass das Land Brandenburg die Vorplanung dieser Verlängerung mit sechs Millionen Euro finanziert. Neue Stationen sollen an der Iserstraße in Teltow und der Sputendorfer Straße in Stahnsdorf entstehen. Eine Inbetriebnahme der Strecke streben die Verantwortlichen im Jahr 2032 an.
Der öffentliche Personennahverkehr wird unter anderem durch den PlusBus des Verkehrsverbund Berlin-Brandenburg erbracht. Folgende Verbindung führt durch Stahnsdorf:
- Linie X1: Teltow ↔ Stahnsdorf ↔ Güterfelde ↔ Potsdam

Weiterhin ist Stahnsdorf ein zentraler Knotenpunkt im Busverkehr. Zentraler Umsteigepunkt ist der Busbahnhof Stahnsdorf, Waldschänke.
Stahnsdorf liegt an den Landesstraßen L 40 (Potsdam–Königs Wusterhausen), L 76 (Potsdam–Mahlow) und L 77 zwischen der Berliner Stadtgrenze (Bezirk Steglitz-Zehlendorf) und Michendorf. Die nächstgelegenen Autobahnanschlussstellen sind Kleinmachnow und Potsdam-Babelsberg an der A 115.

### Öffentliche Einrichtungen
- Reiterstaffel der Bundespolizei
- ClaB (Club an der Bäke) – der Jugendclub in der Gemeinde
- Bibliothek
- Freiwillige Feuerwehr Stahnsdorf mit Einheiten in Stahnsdorf, Schenkenhorst und Güterfelde[30]
- Ortsverband Potsdam des THW

### Vereine
- Stahnsdorfer Heimatverein e. V.[31]

### Sport
- Reitverein Stahnsdorf e. V.
- SV Stahnsdorf 1996
- RSV Eintracht Stahnsdorf – Basketball, 2. Bundesliga Pro B
- RSV Stahnsdorf mit einem Kunstrasenplatz
- Sportfreunde Stahnsdorf
- Ruderclub Kleinmachnow Stahnsdorf Teltow
- TSV Stahnsdorf/Kleinmachnow e. V. (Tischtennis, u. a. Oberliga Herren)
- SG Schenkenhorst 1912 e. V.
- SG Güterfelde 1910 e. V.

## Persönlichkeiten

### Söhne und Töchter der Gemeinde
- Günter Hönow (1923–2001), Architekt
- Günter Seling (1940–1962), Unteroffizier der DDR-Grenztruppen
- Claudia von Werlhof (* 1943), Soziologin und Politologin

### Mit Stahnsdorf verbundene Persönlichkeiten
- Erwin Barth (1880–1933), Gartenarchitekt, der Wilmersdorfer Waldfriedhof Stahnsdorf entstand nach seinen Plänen
- John Graudenz (1884–1942), Pressefotograf und Widerstandskämpfer gegen den Nationalsozialismus, lebte in Stahnsdorf
- Alois Kowol (1891–1975), Maler, lebte in Stahnsdorf
- Albert Wilkening (1909–1990), Hochschullehrer und Direktor des Filmstudios Babelsberg, lebte in Stahnsdorf
- Herbert Kröger (1913–1989), Jurist, lebte in Stahnsdorf
- Helmut Nier (1919–2002), Komponist, lebte in Stahnsdorf
- Manfred Pieske (* 1937), Schriftsteller und Verleger,
- Achim Wolff (* 1938), Schauspieler, lebt in Stahnsdorf
- Egon Wrobel (* 1939), Keramiker, lebt in Stahnsdorf
- Jürgen Zartmann (* 1941), Schauspieler, lebt in Stahnsdorf
- Eberhard Trodler (* 1942), Maler und Grafiker; lebt und arbeitet in Stahnsdorf
- Jörg Drehmel (* 1945), Leichtathlet, lebt in Stahnsdorf
- Peter Wagner (1946–2009), Politiker (CDU), Kinderarzt in Stahnsdorf
- Gabriele Herzog (* 1948), Drehbuchautorin, lebt in Stahnsdorf
- Hans-Joachim Zenk (* 1952), Leichtathlet, lebt in Stahnsdorf
- Rita Feldmeier (* 1954), Schauspielerin, lebt in Stahnsdorf
- Raphael Statt (* 1958), Mönch und Bildhauer, lebte und arbeitete von 1989 bis 2004 in Stahnsdorf
- Rudi Fischer (* 1960), Skulpteur, lebt in Stahnsdorf